# نيوكاسل (أستراليا)
نيوكاسل (بالإنجليزية: Newcastle)‏ وهي مدينة تقع في شرق أستراليا وتعتبر ثاني أكبر مدينة ومنطقة حضرية في ولاية نيوساوث ويلز بعد مدينة سيدني وتعتبر خامس أكبر مدينة في أستراليا ويبلغ عدد سكانها 308 الف نسمة وتبلغ مساحة المدينة 261 كلم مربع، تبعد المدينة 162 كلم شمال شرق مدينة سيدني، نيوكاسل تعتبر ميناء تجاري مهم في أستراليا ويتم تصدير أكبر كمية من الفحم من هذا الميناء في العالم.

## المناخ
يظهر الجدول التالي التغييرات المناخية على مدار السنة لنيوكاسل:
| البيانات المناخية لـنيوكاسل       | البيانات المناخية لـنيوكاسل | البيانات المناخية لـنيوكاسل | البيانات المناخية لـنيوكاسل | البيانات المناخية لـنيوكاسل | البيانات المناخية لـنيوكاسل | البيانات المناخية لـنيوكاسل | البيانات المناخية لـنيوكاسل | البيانات المناخية لـنيوكاسل | البيانات المناخية لـنيوكاسل | البيانات المناخية لـنيوكاسل | البيانات المناخية لـنيوكاسل | البيانات المناخية لـنيوكاسل | البيانات المناخية لـنيوكاسل |
| الشهر                             | يناير                       | فبراير                      | مارس                        | أبريل                       | مايو                        | يونيو                       | يوليو                       | أغسطس                       | سبتمبر                      | أكتوبر                      | نوفمبر                      | ديسمبر                      | المعدل السنوي               |
| --------------------------------- | --------------------------- | --------------------------- | --------------------------- | --------------------------- | --------------------------- | --------------------------- | --------------------------- | --------------------------- | --------------------------- | --------------------------- | --------------------------- | --------------------------- | --------------------------- |
| الدرجة القصوى °م (°ف)             | 42.5 (108.5)                | 40.9 (105.6)                | 39.0 (102.2)                | 36.8 (98.2)                 | 28.5 (83.3)                 | 26.1 (79.0)                 | 26.3 (79.3)                 | 29.9 (85.8)                 | 34.4 (93.9)                 | 36.7 (98.1)                 | 41.0 (105.8)                | 42.0 (107.6)                | 42.5 (108.5)                |
| متوسط درجة الحرارة الكبرى °م (°ف) | 25.6 (78.1)                 | 25.4 (77.7)                 | 24.7 (76.5)                 | 22.8 (73.0)                 | 20.0 (68.0)                 | 17.5 (63.5)                 | 16.7 (62.1)                 | 18.1 (64.6)                 | 20.2 (68.4)                 | 22.2 (72.0)                 | 23.6 (74.5)                 | 24.9 (76.8)                 | 21.8 (71.2)                 |
| متوسط درجة الحرارة الصغرى °م (°ف) | 19.2 (66.6)                 | 19.4 (66.9)                 | 18.3 (64.9)                 | 15.3 (59.5)                 | 12.0 (53.6)                 | 9.7 (49.5)                  | 8.5 (47.3)                  | 9.3 (48.7)                  | 11.5 (52.7)                 | 14.1 (57.4)                 | 16.2 (61.2)                 | 18.0 (64.4)                 | 14.3 (57.7)                 |
| أدنى درجة حرارة °م (°ف)           | 12.0 (53.6)                 | 10.3 (50.5)                 | 11.1 (52.0)                 | 7.4 (45.3)                  | 4.7 (40.5)                  | 3.0 (37.4)                  | 1.8 (35.2)                  | 3.3 (37.9)                  | 5.0 (41.0)                  | 6.5 (43.7)                  | 7.2 (45.0)                  | 11.0 (51.8)                 | 1.8 (35.2)                  |
| الهطول مم (إنش)                   | 90.0 (3.54)                 | 107.4 (4.23)                | 119.6 (4.71)                | 116.9 (4.60)                | 115.6 (4.55)                | 117.5 (4.63)                | 93.2 (3.67)                 | 73.2 (2.88)                 | 72.1 (2.84)                 | 72.5 (2.85)                 | 71.0 (2.80)                 | 80.9 (3.19)                 | 1٬129٫9 (44.48)             |
| متوسط أيام هطول الأمطار           | 11.1                        | 11.2                        | 12.4                        | 12.3                        | 12.6                        | 12.3                        | 11.2                        | 10.5                        | 10.0                        | 10.9                        | 10.8                        | 10.6                        | 135.9                       |
| Average afternoon رطوبة نسبية (%) | 72                          | 74                          | 72                          | 66                          | 64                          | 63                          | 59                          | 56                          | 59                          | 64                          | 68                          | 71                          | 66                          |
| المصدر: Bureau of Meteorology     |                             |                             |                             |                             |                             |                             |                             |                             |                             |                             |                             |                             |                             |

## توأمة
لنيوكاسل (أستراليا) اتفاقيات توأمة مع:
- نيوكاسل أبون تاين

## أعلام
- ريج ليندسي
- كريس أونيل
- جون إنجلش
- فيل هاثورن
- بوب هولاند